# BBS 1 Goslar -Am Stadtgarten-
Die Berufsbildenden Schulen Goslar - Am Stadtgarten (BBS 1 Goslar), die ihren Namen von ihrer Lage in der Nähe des Stadtgartens in Goslar ableitet, ist die im Landkreis Goslar für die berufliche Bildung zuständige Berufsbildende Schule in den Berufs-Bereichen Wirtschaft und Verwaltung, Gesundheit und Informatik.

## Bildungsangebot
An der Schule werden im Berufsbereich Wirtschaft und Verwaltung kaufmännische Auszubildende in insgesamt 14 Berufen im Rahmen des Dualen Ausbildungssystems ausgebildet. Im Berufsbereich Gesundheit findet die Ausbildung von Medizinischen und Zahnmedizinischen Fachangestellten statt.
Im Vollzeitbereich gibt es folgende Bildungsangebote: die Ein- und Zweijährige Berufsfachschule Wirtschaft mit den Schwerpunkten Handel und Büro (einjährig) auch bekannt als Höhere Handelsschule, die zweijährige Berufsfachschule Kaufmännische/r Assistent/in für Wirtschaftsinformatik, die Fachoberschule Wirtschaft Klasse 11 und 12, das Fachgymnasium Wirtschaft bzw. Wirtschaftsgymnasium und das Fachgymnasium Gesundheit und Soziales.

## Geschichte

### Gründung
Am 14. November 1849 wurde auf Wunsch der Goslarer Kaufmannsgilde, namentlich durch W. Grimme, W. Meyer und Julius Schäfer, ein Antrag auf Genehmigung zur Errichtung einer Handelsschule beim Magistrat der Stadt Goslar gestellt. Mit dem Antrag wurde ein Gesetz gefordert, nach dem jeder „Lehrherr“ (Ausbildungsbetrieb) verpflichtet sein sollte, seine Lehrlinge zwei Jahre in die zu gründende Handelsschule zu schicken. Gleichzeitig sollten passende Unterrichtszimmer zur Verfügung gestellt werden. In der Elementar-Mädchenschule, später in der Bürger-Mädchenschule Hoher Weg 4, heute Realschule Hoher Weg, wurde daraufhin ein Raum zur Verfügung gestellt. Nachdem im Dezember 1849 durch die Unterschriften von W. Grimme, W. Meyer und Julius Schäfer eine Satzung verabschiedet wurde, fand am 9. Januar 1850 die feierliche Eröffnung einer Handelsschule mit insgesamt 25 Schülern, 13 Schülern in der ersten Klasse und 12 Schülern in der zweiten Klasse, statt. Die ersten Lehrer waren der Direktor Bothmann, der Collaborator Müller, die Lehrer Henne oder Heyne, der Lehrer Krone und der Kaufmann Theodor Meyer. Der Antrag auf Einführung des Schulzwanges wurde zunächst abgelehnt, was die Existenz der Schule in Frage stellte. Später gab der Magistrat das gewünschte Statut heraus.

### Magistrat der Stadt Goslar als Schulträger
Im Jahre 1872 drohte bereits wieder das Ende der Schule. Die Gilde fasste den Beschluss, die Handelsschule an Michaelis (29. September) zu schließen, wenn die Zahl der Schüler durch Neuanmeldungen nicht mindestens auf 20 steigen würde. 1874 löste sich die Gilde auf und die Schule wurde durch den Magistrat der Stadt Goslar mit Genehmigung der Königlichen Landdrostei in Hildesheim übernommen.
Im November 1879 fiel der Unterricht in Französisch und Englisch weg. Der Unterricht wurde von zehn auf acht Stunden reduziert. 1906 wurde die Handelsschule auf drei Klassen erweitert. Die Schule erhielt eine neue Schulordnung und ein neues Statut. Vom 5. bis 6. September 1909 erfolgte die erste Revision durch den Regierungs- und Gewerberat Thöne. 1910 wurde die Lehrer- und Schülerbibliothek eröffnet.
Mangels Interesse und Teilnahme der Ausbildungsbetriebe wurde 1922 eine Prüfung abgeschafft. Von nun an gab es nur noch eine Entlassungsfeier.
1926 wurde die Handelsschule in die Berufsschule eingegliedert und 1940 von der Stadt Goslar staatlich anerkannt. Am 21. August 1942 wurde die Schule erneut verselbständigt und durch die IHK Goslar übernommen. 1943 wurde eine zweijährige Handelsschule gegründet und 1949 eine Fachklasse für den Kellnernachwuchs eingerichtet.
Im Jahre 1950 bestanden seit hundert Jahren kaufmännische Schulen in Goslar. Eine Feier wurde nicht veranstaltet, da die Schule der IHK zu teuer war und sie die Trägerschaft gerne an den Staat abgeben wollte. Es gab 15 Klassen mit 450 Schülern, sechs Diplom-Handelslehrer, ein Handelsoberlehrer und zwei Technische Lehrer.
Im April 1950 wurde ein halbjähriger Handelskursus eingerichtet. Voraussetzung waren die Mittlere Reife und ein Mindestalter von 17 Jahren. Fächer waren: Betriebswirtschaftslehre, kaufmännisches Rechnen, Buchführung, Kurzschrift, Maschinenschreiben. Der Handelskursus schaffte eine Überbrückung für Abgänger der Mittelschule, die keine Lehrstelle fanden und für Abiturienten, die die aus dem Numerus clausus resultierenden Kriterien der Hochschulen nicht erfüllen.

### Stadt Goslar als Schulträger
1952 übernahmen das Land Niedersachsen und die Stadt Goslar die Schulträgerschaft. Die Schule wurde als kaufmännische Abteilung in die Berufe- und Berufsfachschulen Goslar wieder eingegliedert. Da es an Schulraum und Lehrkräften fehlt und der gesetzlichen Pflicht-Berufsschule Vorrang eingeräumt werden sollte, sollte die Goslarer Handelsschule Ostern 1953 geschlossen werden. Deswegen wurde eindringlich ein neues Berufsschulgebäude gefordert. Die Wirtschaft forderte nachdrücklich den Fortbestand der Handelsschule. Am 5. November 1956 wird Erich Mehne mit der Leitung der kaufmännischen Berufs- und Berufsfachschule betraut und zum Direktor ernannt. Die Feierstunde fand im alten Berufsschulgebäude in der Bäckerstraße 34 statt. Gäste waren unter anderem Oberbürgermeister Grundner-Culemann, „Syndikus“ der IHK Hölscher. Die Schülerzahl betrug 1200. Aufgrund von Lehrermangel konnten nur vier bis sechs von acht Unterrichtsstunden abgehalten werden.
Von allen Seiten wurde der Wunsch geäußert, dass der zweite und dritte Bauabschnitt des Neubaus bald begonnen werden sollte. 1956 wurde die Schule als Kaufmännische Berufsschule und Berufsfachschulen in Goslar erneut selbständig und zog in die Heinrich-Pieper-Straße 3–7 um. 1969 wurde Winfried Gauza neuer Schulleiter.

### Landkreis Goslar als Schulträger
1972 wechselte die Schulträgerschaft von der Stadt Goslar zum Landkreis Goslar. Der neue Name lautete Handelslehranstalt Goslar.
Die Fachoberschule Wirtschaft Klasse 12 und das Fachgymnasium Wirtschaft wurde zum 1. August 1975 eingeführt und 1978 dann die erste Abiturprüfung durchgeführt. Am 11. Januar 1981 zog die BBS Goslar-Baßgeige aus den Räumen in der Heinrich-Pieper-Straße 3–7 aus. Anschließend wurde die Schule am 1. August 1981 in Berufsbildende Schulen Goslar -Am Stadtgarten- umbenannt.
Von 1983 bis 1987 fanden umfangreiche Umbauarbeiten statt. Im Januar 1989 wurde die Sporthalle Am Stadtgarten in der Wachtelpforte 3 gegenüber vom Schulgebäude eingeweiht.

## Schulträger
- 1849–1874: Goslarer Kaufmannsgilde
- 1874–1942: Magistrat der Stadt Goslar
- 1942–1952: IHK Goslar
- 1952–1972: Stadt Goslar
- seit 1972: Landkreis Goslar

## Schulleitung
- 1956 – 1969: Erich Mehne
- 1969 – 1993: Winfried Gauza
- 1993 – 2014: Hans-Georg Kappler
- 2014 – 2020: Anke Thumann
- seit 22. Juli 2021: Oliver Witzorky

## Projekte

### Oktober 2010: „Das Freizeitverhalten von Kindern und Jugendlichen in Goslar“
Schüler des 13. Jahrgangs des Wirtschaftsgymnasiums untersuchten das Freizeitverhalten von Kindern und Jugendlichen in Goslar.

### Juli 2010: „Nachfolge ist weiblich“
Schüler der Klasse F209B (Fachoberschule Wirtschaft) stellten unter dem Thema Nachfolge ist weiblich erfolgreiche Frauen der Goslarer Region in einer Ausstellung vor. Dabei wurde unter anderem die Vereinbarkeit von Familie und Beruf thematisiert.

## Ehemalige Schüler
Jenny Rasche (* 1983), Sozialarbeiterin und Theologin, Fachabitur 2003